# 오하시촌 (후쿠오카현)
오하시촌(大橋村)은 일본 후쿠오카현 미이군에 설치되었던 촌이다. 현재의 구루메시의 일부에 해당한다.